# Lidia Poët

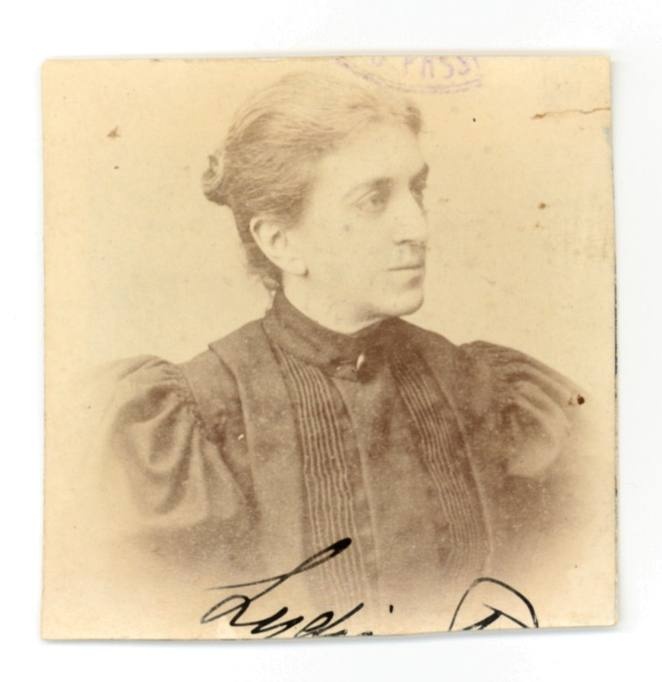
Lidia Poët

Lidia Poët (Perrero, 26 de agosto de 1855 – Diano Marina, 25 de fevereiro de 1949) foi uma advogada italiana, a primeira mulher a ingressar na Ordem dos Advogados da Itália. Ela fez importantes contribuições para a implementação do direito penitenciário moderno e participou ativamente da organização do primeiro congresso de mulheres italianas realizado em Roma, em 1908.

## Biografia
Nascida em uma abastada família valdense, ela passou a infância em Traverse di Perrero, em Valle Germanasca. Ainda adolescente, mudou-se com a família para a comuna de Pinerolo, onde já residia seu irmão mais velho, Giovanni Enrico, dono de um escritório de advocacia. Ela frequentou o "Collegio delle Signorine di Bonneville" em Aubonne, uma cidade suíça na região do Lago Léman. Em 1871, obteve a licença de professora normalista e, três anos depois, a de professora de Inglês, Alemão e Francês. De volta a Pinerolo, agora órfã, ela continuou seus estudos e, em 1877, obteve o diploma de ensino médio (a "licenza liceale", condição de ingresso no ensino superior) no colégio Giovanni Battista Beccaria de Mondovì. No ano seguinte, matriculou-se na Faculdade de Direito da Universidade de Turim.

### Graduação e registro na Ordem
Formou-se em direito em 17 de junho de 1881, após defender uma tese sobre a condição da mulher na sociedade e sobre o direito feminino ao voto. Nos dois anos seguintes, exerceu a advocacia em Pinerolo, como assistente no escritório do advogado e senador Cesare Bertea. Após a conclusão do seu estágio, passou no exame de habilitação para a profissão, com nota 45/50, e candidatou-se à Ordem dos Advogados e Procuradores de Turim.
O pedido foi contestado pelos advogados Desiderato Chiaves, ex-ministro do Interior, e Federico Spantigati, deputado da Esquerda italiana, que, em protesto, renunciaram à ordem depois que o pedido de Pöet foi submetido a votação e aceito por oito entre 12 conselheiros. O presidente Saverio Francesco Vegezzi e outros conselheiros (Carlo Giordana, Tommaso Villa, Franco Bruno, Ernesto Pasquali) se manifestaram a favor do ingresso, afirmando que "de acordo com as leis civis italianas, as mulheres são cidadãs como os homens". Foi assim que, em 9 de agosto de 1883, Lidia Poët se tornou a primeira mulher admitida para exercer a advocacia.

### Revogação do registro
A Procuradoria Geral do Reino questionou a legitimidade do registro e contestou a decisão apelando para o Tribunal de Apelação de Turim. Em 11 de novembro de 1883, o Tribunal de Apelação aceitou o pedido do promotor e ordenou a revogação do registro. Em 28 de novembro, Lidia Poët apresentou um elaborado recurso ao Tribunal de Cassação que, com uma sentença em 18 de abril de 1884, manteve a decisão do Tribunal de Apelação, declarando que "As mulheres não podem exercer a advocacia", e argumentando que a profissão de advogado devia ser qualificada como "cargo público", o que implicava uma exclusão óbvia, uma vez que a admissão de mulheres em cargos públicos não estava expressamente prevista na lei.
Havia também considerações de natureza lexical: o marco legal sobre advocacia de 8 de junho de 1874, n. 1938, referia-se apenas ao gênero masculino, utilizando o termo "advogado" e nunca "advogada". A sentença também determinou que "no gênero humano, existem diferenças e desigualdades naturais [...] E, portanto, não se pode pedir ao legislador que remova nem mesmo as diferenças naturais inerentes ao gênero humano".
A decisão também continha argumentos que eram tudo menos legais e reforçavam estereótipos de gênero. Afirma que as mulheres não podiam ser advogadas porque era impróprio para elas convergir "no clamor dos julgamentos públicos", talvez discutindo temas embaraçosos para "meninas honestas"; ou que usavam togas sobre as roupas, tipicamente consideradas "estranhas e bizarras"; ou porque poderiam induzir os juízes a favorecer uma "advogada bonita". Uma exclusão justificada também pela reserva natural do sexo, sua natureza, destinação, fragilidade física e a falta de características intelectuais e morais adequadas, como firmeza, severidade, constância que impediriam as mulheres de lidar com “assuntos públicos”.
A anulação desencadeou um intenso debate, não apenas na Itália, e o assunto recebeu ampla cobertura de 25 jornais italianos apoiando os papéis públicos das mulheres e apenas três contra, como evidenciado pelo estudo de um advogado contemporâneo de Poët, Ferdinando Santoni de Sio, no ensaio "As mulheres e a advocacia". Em 4 de dezembro de 1883, o Corriere della Sera publicou uma entrevista em que Lidia Poët comentava a sentença e resgatava sua trajetória de estudante, desde os primeiros dias do curso, quando foi acolhida pelos colegas "com grande curiosidade, mas com igual benevolência", até o dia da formatura, que contou com a presença de mais de 500 alunos e palavras de reconhecimento do senador Cesare Bertea, em nome da "humanidade e liberdade". Lídia Poët não pôde, portanto, exercer plenamente a sua profissão, mas colaborou com o irmão Giovanni Enrico e tornou-se ativa sobretudo na defesa dos direitos dos menores, dos marginalizados e das mulheres, apoiando também a causa do sufrágio feminino.

### Congressos Penitenciários Internacionais
Sua participação nos Congressos Penitenciários Internacionais ainda é pouco conhecida. Lidia Pöet desempenhou funções importantes ao longo de trinta anos, como membro do Secretariado que tratava dos direitos dos presos e menores, promovendo a criação de tribunais de menores e abordando a questão da reabilitação de prisioneiros por meio da educação e do trabalho. Em 1885, participou do terceiro Congresso Penitenciário Internacional realizado em Roma; cinco anos depois, ela foi convidada a São Petersburgo para participar da quarta edição, como delegada. O governo francês, convidando-a a Paris para o Congresso realizado na cidade, nomeou-a Officier d'Académie, honraria concedida por seu trabalho no tema.

### Membro do Conselho Nacional das Mulheres Italianas (CNDI)
Mulher de seu tempo, trabalhou pela emancipação feminina ao ingressar no Conselho Nacional das Mulheres Italianas (CNDI) desde sua fundação, em 1903, e foi encarregada de dirigir os trabalhos da seção jurídica nos primeiros congressos femininos italianos de 1908 e 1914, onde foram debatidos temas que ainda hoje são muito atuais.
Nas atas do Congresso de 1914, estão registradas demandas suas como "a admissão das mulheres às funções de tutoras, a tutela do magistrado e o patrocínio escolar para a proteção física e moral dos menores, a proibição da presença de menores nas audiências penais dos tribunais de justiça, a privação do poder paterno de pais indignos ou reconhecidos incapazes; assistência imediata a menores cujos pais se encontrem em prisão, hospital ou abandono; a proibição de admitir menores em espetáculos ofensivos à moral; a proibição de servir bebidas alcoólicas a menores nos estabelecimentos; a regulamentação do trabalho de menores, aumentando os limites de idade e reduzindo a jornada de trabalho, que não poderia exceder oito horas diárias para os meninos menores de 16 anos e para as meninas menores de 21 anos; o aumento do limite de idade para crimes contra a moral das vítimas para 14 anos em vez de 12, e para 18 anos em vez de 16, e a pena aumentada ao máximo para escritos e imagens obscenas expostas ao público”.
Nesses simpósios, foram propostas instituições jurídicas inovadoras que só entrariam no ordenamento jurídico italiano nas décadas seguintes, como a equiparação entre filhos naturais e legítimos (Lei 10 de dezembro de 2012, n. 219), a proposta do serviço público para mulheres (Lei 6 de março de 2001, n. 64), fundos familiares para alimentação dos filhos (Lei 16 de outubro de 1989, n. 364), divórcio (Lei 1 de dezembro de 1970, n. 898) e direito ao voto (decreto legislativo de 1946).
Com a eclosão da Primeira Guerra Mundial, ela trabalhou como voluntária para a Cruz Vermelha Italiana e integrou o Comitê pelos Refugiados da comuna de Pinerolo.

### Admissão à Ordem dos Advogados
Ao final da primeira guerra mundial, a Lei 17 de julho de 1919, n. 1.179, conhecida como Lei Sacchi, aboliu a autorização matrimonial e autorizou as mulheres a ingressarem em cargos públicos, exceto no judiciário, na política e em todas as funções militares na Itália.
No artigo 7º, a lei abria as portas do fórum às mulheres: "As mulheres são admitidas, em pé de igualdade com os homens, a exercer todas as profissões e a abranger todos os cargos públicos, exceto, salvo expressamente admitido pelas leis, aqueles que impliquem poderes jurisdicionais públicos ou o exercício de direitos e poderes políticos pertinentes à defesa do Estado”.
Depois de ter exercido a advocacia de facto por anos junto com seu irmão Giovanni Enrico, Lidia Poët finalmente ingressou na Ordem dos Advogados em 1920, aos 65 anos, tornando-se oficialmente a primeira mulher a ser admitida na profissão na Itália.
Em 1922, ela se tornou presidente do Comitê Pró-voto para mulheres em Turim.
Ela morreu na comuna de Diano Marina aos 93 anos, em 25 de fevereiro de 1949, e foi enterrada no cemitério de San Martino (Perrero), em Valle Germanasca.

## Reconhecimento

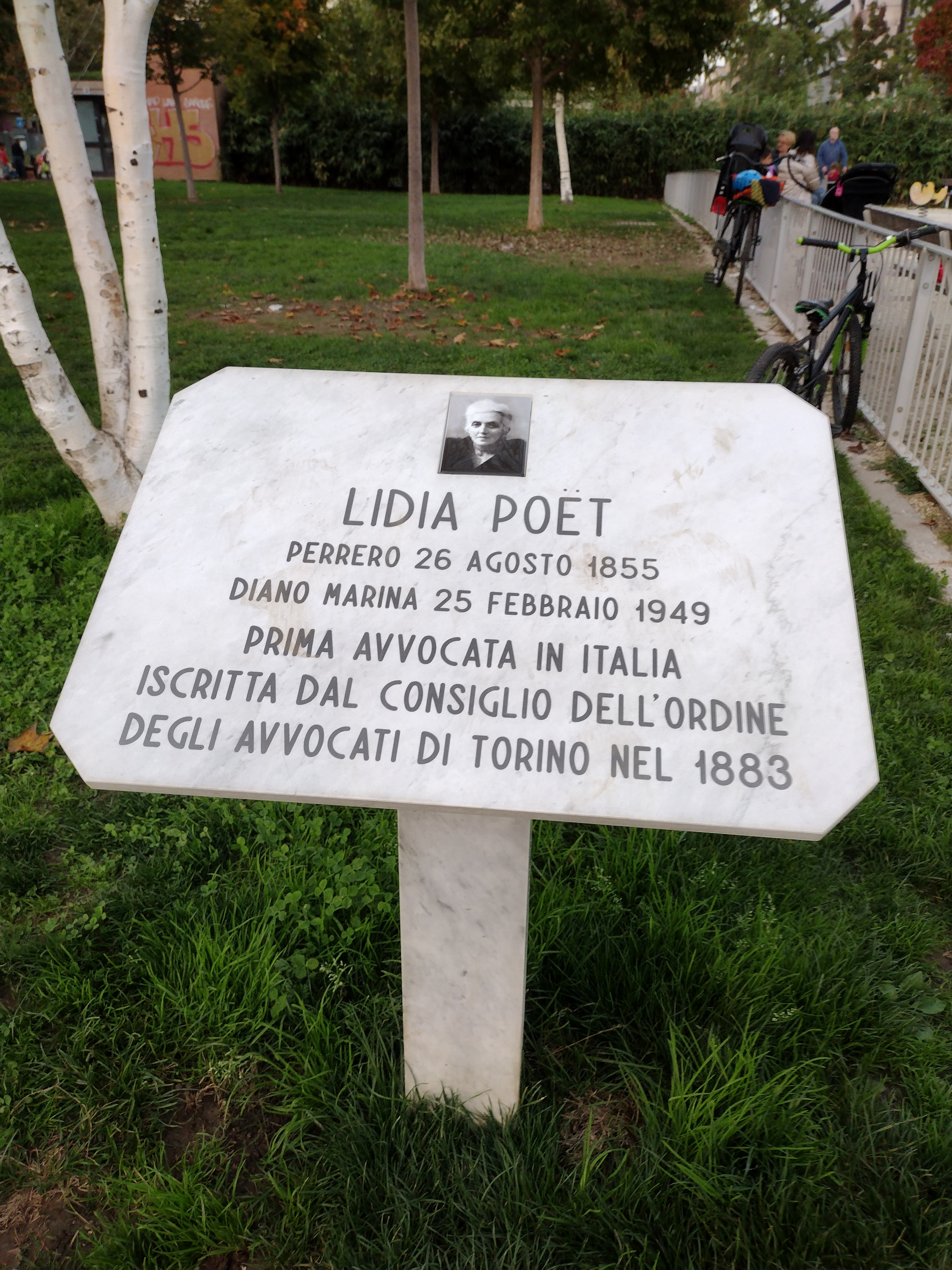
Homenagem em placa de pedra em Turim

Em 28 de julho de 2021, o Conselho da Ordem dos Advogados de Turim dedicou uma homenagem em placa de mármore nos jardins do Palácio da Justiça da cidade.
Uma escola em Pinerolo e outra em Frossasco receberam seu nome. As cidades de Livorno e San Giovanni Rotondo lhe dedicaram uma rua.